# IC 5039
IC 5039 — галактика типу Sbc (компактна витягнута спіральна галактика) у сузір'ї Мікроскоп.
Цей об'єкт міститься в оригінальній редакції індексного каталогу.